# Primera B de Chile 2006
Primera B de Chile 2006 var den näst högsta serien i fotboll i Chile för säsongen 2006. Serien bestod av 12 lag och alla lag spelade mot varandra två gånger (en gånger hemma och en gånger borta) vilket innebar att serien bestod av 22 matcher per lag. Därefter gick de åtta främsta vidare till en mästerskapsserie och de fyra sämsta till en nedflyttningsserie, där lagen tog med sig alla poäng till respektive serie. Där spelade lagen ytterligare två matcher mot varandra, vilket innebar 36 matcher i mästerskapsserien och 28 matcher i nedflyttningsserien. I mästerskapsserien gick de två främsta upp till Primera División och de två näst främsta fick kvalspela mot lag från Primera División. I nedflyttningsserien flyttades det sämst placerade lagen ned.

## Grundserie
|  |     | Lag                | Poäng | M  | V  | O  | F  | GM | IM | MSK |
|  | --- | ------------------ | ----- | -- | -- | -- | -- | -- | -- | --- |
|  | 1.  | Deportes Melipilla | 44    | 22 | 13 | 5  | 4  | 37 | 16 | 21  |
|  | 2.  | Lota Schwager      | 38    | 22 | 11 | 5  | 6  | 35 | 23 | 12  |
|  | 3.  | San Luis           | 38    | 22 | 10 | 8  | 4  | 27 | 16 | 11  |
|  | 4.  | Curicó Unido       | 37    | 22 | 9  | 10 | 3  | 25 | 20 | 5   |
|  | 5.  | Ñublense           | 35    | 22 | 10 | 5  | 7  | 37 | 27 | 10  |
|  | 6.  | Fernández Vial     | 33    | 22 | 9  | 6  | 7  | 35 | 27 | 8   |
|  | 7.  | Unión La Calera    | 29    | 22 | 7  | 8  | 7  | 28 | 27 | 1   |
|  | 8.  | Unión San Felipe   | 28    | 22 | 6  | 10 | 6  | 24 | 29 | –5  |
|  | 9.  | Deportes Copiapó   | 22    | 22 | 4  | 10 | 8  | 30 | 38 | –8  |
|  | 10. | Provincial Osorno  | 21    | 22 | 4  | 9  | 9  | 32 | 42 | –10 |
|  | 11. | Deportes Temuco    | 15    | 22 | 5  | 3  | 14 | 24 | 36 | –12 |
|  | 12. | Magallanes         | 11    | 22 | 2  | 5  | 15 | 11 | 44 | –33 |

|  | Vidare till mästerskapsserien.   |
|  | Vidare till nedflyttningsserien. |

## Mästerskapsserie
|  |    | Lag                | Poäng | M  | V  | O  | F  | GM | IM | MSK |
|  | -- | ------------------ | ----- | -- | -- | -- | -- | -- | -- | --- |
|  | 1. | Deportes Melipilla | 63    | 36 | 17 | 12 | 7  | 53 | 29 | 24  |
|  | 2. | Ñublense           | 63    | 36 | 18 | 9  | 9  | 57 | 38 | 19  |
|  | 3. | Lota Schwager      | 58    | 36 | 17 | 8  | 11 | 55 | 43 | 12  |
|  | 4. | Fernández Vial     | 53    | 36 | 15 | 8  | 13 | 53 | 49 | 4   |
|  | 5. | San Luis           | 52    | 36 | 12 | 15 | 9  | 45 | 40 | 5   |
|  | 6. | Curicó Unido       | 52    | 36 | 11 | 19 | 6  | 40 | 36 | 4   |
|  | 7. | Unión San Felipe   | 46    | 36 | 10 | 16 | 10 | 48 | 47 | 1   |
|  | 8. | Unión La Calera    | 42    | 36 | 10 | 12 | 14 | 45 | 51 | –6  |

|  | Uppflyttade till Primera División. |
|  | Vidare till kvalspel.              |

### Kvalspel
| Lag 1          | Totalt  | Lag 2         | Match 1 | Match 2     |
| -------------- | ------- | ------------- | ------- | ----------- |
| Fernández Vial | 1–4     | Palestino     | 1–3     | 0–1         |
| Rangers        | 3–3 (s) | Lota Schwager | 2–1     | 1–2 (3–4 s) |

## Nedflyttningsserie
|  |    | Lag               | Poäng | M  | V | O  | F  | GM | IM | MSK |
|  | -- | ----------------- | ----- | -- | - | -- | -- | -- | -- | --- |
|  | 1. | Deportes Copiapó  | 35    | 28 | 8 | 11 | 9  | 39 | 41 | –2  |
|  | 2. | Deportes Temuco   | 27    | 28 | 8 | 6  | 14 | 29 | 37 | –8  |
|  | 3. | Provincial Osorno | 24    | 28 | 4 | 12 | 12 | 36 | 50 | –14 |
|  | 4. | Magallanes        | 14    | 28 | 2 | 8  | 18 | 14 | 53 | –39 |

|  | Nedflyttade till Tercera División. |